# Voleibol nos Jogos Olímpicos de Verão de 2020 - Qualificação masculina
A qualificação para o torneio olímpico de voleibol masculino de 2020 será realizada de 9 de agosto de 2019 e encerra em janeiro de 2020. Doze equipes se classificaram: o país-sede (Japão),  cinco campeões de pré-olímpicos continentais e seis equipes pelo pré-olímpico mundial.

## Equipes qualificadas
| Torneio de qualificação        | Data                       | Sede                    | Vagas | Qualificados   | Última participação |
| ------------------------------ | -------------------------- | ----------------------- | ----- | -------------- | ------------------- |
| País-sede                      | 7 de setembro de 2013      | Buenos Aires            | 1     | Japão          | Pequim 2008         |
| Qualificatório Mundial         | 9–11 agosto de 2019        | Grupo A Varna           | 1     | Brasil         | Rio 2016            |
| Qualificatório Mundial         | 9–11 agosto de 2019        | Grupo B Roterdã         | 1     | Estados Unidos | Rio 2016            |
| Qualificatório Mundial         | 9–11 agosto de 2019        | Grupo C Bari            | 1     | Itália         | Rio 2016            |
| Qualificatório Mundial         | 9–11 agosto de 2019        | Grupo D Gdańsk–Sopot    | 1     | Polônia        | Rio 2016            |
| Qualificatório Mundial         | 9–11 agosto de 2019        | Grupo E São Petersburgo | 1     | Rússia         | Rio 2016            |
| Qualificatório Mundial         | 9–11 agosto de 2019        | Grupo F Ningbo          | 1     | Argentina      | Rio 2016            |
| Pré-Olímpico da Europa         | 5 - 10 de janeiro de 2020  | Berlim                  | 1     | França         | Rio 2016            |
| Pré-Olímpico da África         | 7 - 11 de janeiro de 2020  | Cairo                   | 1     | Tunísia        | Londres 2012        |
| Pré-Olímpico da Ásia e Oceania | 7 - 12 de janeiro de 2020  | Jiangmen                | 1     | Irã            | Rio 2016            |
| Pré-Olímpico da América do Sul | 10 - 12 de janeiro de 2020 | Mostazal                | 1     | Venezuela      | Pequim 2008         |
| Pré-Olímpico da NORCECA        | 10 - 12 de janeiro de 2020 | Vancouver               | 1     | Canadá         | Rio 2016            |
| Total                          |                            |                         | 12    |                |                     |

## Processo de qualificação
|  | Classificado para os Jogos Olímpicos de Verão de 2020 |

## Procedimento de classificação nos grupos
| Para todos os torneios qualificatórios exceto o da NORCECA: 1. Número de vitórias; 2. Pontos; 3. Razão de sets; 4. Razão de pontos; 5. Resultado da última partida entre os times empatados. Placar de 3–0 ou 3–1: 3 pontos para o vencedor, nenhum para o perdedor; Placar de 3–2: 2 pontos para o vencedor, 1 para o perdedor. | Apenas para o torneio qualificatório da NORCECA: 1. Número de vitórias; 2. Pontos; 3. Razão de pontos; 4. Razão de sets; 5. Resultado da última partida entre os times empatados. Placar de 3–0: 5 pontos para o vencedor, nenhum para o perdedor; Placar de 3–1: 4 pontos para o vencedor, 1 para o perdedor; Placar de 3–2: 3 pontos para o vencedor, 2 para o perdedor. |

## País-sede
A FIVB reservou uma vaga ao país-sede dos Jogos Olímpicos.
- Japão

## Qualificatórios continentais

### América do Sul
- Local: A definir
- Duração: janeiro de 2020

### Europa
- Local: A definir
- Duração: janeiro de 2020

### Qualificatório Mundial
- Local: A definir
- Data: 9 de agosto a 13 de agosto de 2019